# Mormia
Mormia és un gènere d'insectes dípters pertanyent a la família dels psicòdids present a Europa (entre ells, la Gran Bretanya, França, Alemanya, Suècia, Itàlia -incloent-hi les illes de Sardenya i Sicília-, el territori de l'antiga República Federal Socialista de Iugoslàvia, Macedònia del Nord, Polònia, Geòrgia i Rússia), l'illa de Madeira, Àfrica (el Marroc, Algèria, Tunísia, Kenya, Tanzània, Zàmbia, la República Democràtica del Congo i Sud-àfrica), l'Uzbekistan, l'Iran, el Nepal, el Japó, les illes Filipines (Mindanao), Malàisia, Indonèsia (Papua Occidental), Nova Guinea i Austràlia (Austràlia Occidental i Queensland).

## Taxonomia
Mormia acrostylis Duckhouse, 1978 

Mormia albicornis Tonnoir, 1919 

Mormia alpina Wagner & Salamanna, 1983

Mormia andrenipes Strobl, 1910 

Mormia apicealba Tonnoir, 1922 

Mormia aristosa Quate & Quate, 1967 

Mormia austriaca Wagner, 1975 

Mormia banatica Vaillant, 1974 

Mormia bartaki Ježek, 2001 

Mormia bezzii Salamanna 1983 

Mormia bryophila Vaillant, 1960 

Mormia caliginosa Eaton, 1893 

Mormia canlaonis Quate, 1965 

Mormia caspersi Wagner, 1977 

Mormia ckvitariorum Ježek, 1987 

Mormia cornuta Tonnoir, 1919 

Mormia crassiascoidata Tonnoir, 1939 

Mormia curvistylis Krek, 1970 

Mormia dycei Duckhouse, 1978 

Mormia eatoni Tonnoir, 1940 

Mormia egregia Quate & Quate, 1967 

Mormia elongata Sarà, 1953 

Mormia flagellifera Freeman, 1949

Mormia fratuelis Quate & Quate, 1967 

Mormia furva Tonnoir, 1940 

Mormia georgica Wagner 1981 

Mormia gerrula Quate & Quate, 1967

Mormia halophila Vaillant, 1981 

Mormia helvetica Vaillant, 1974 

Mormia hemedopos Quate & Quate, 1967 

Mormia hespera Duckhouse, 1990 

Mormia ichnusae Salamanna, 1982 

Mormia ignava Qaute & Quate, 1967 

Mormia incerta Eaton, 1893 

Mormia insignis Quate & Quate, 1967 

Mormia ivankae Krek 1985 

Mormia josanicana Krek, 1972 

Mormia kulas Quate, 1962 

Mormia lanceolata Satchell, 1958 

Mormia lanceolata Tokunaga, 1961 

Mormia maai Quate, 1962 

Mormia maderensis Wagner & Báez, 1993 

Mormia malickyi Vaillant 1974 

Mormia nepalensis Vaillant, 1965 

Mormia niesiolowskii Wagner 1985 

Mormia nigrescens Tokunaga & Komyo, 1956 

Mormia nigripennis Krek, 1971 

Mormia oriens Duckhouse, 1990 

Mormia palposa Tonnoir, 1919 

Mormia panisca Qaute & Qaute, 1967 

Mormia paniscoides Quate & Qaute, 1967 

Mormia pazukii Ježek, 1984 

Mormia proxima Krek, 1971 

Mormia pseudoincerta Elger, 1979

Mormia pulcherrima Wagner, 1979 

Mormia reptens Quate, 1965 

Mormia revisenda Eaton, 1893 

Mormia riparia Satchell, 1955 

Mormia sarai Wagner & Salamanna, 1983 

Mormia satchelli Jung, 1963 

Mormia saxicola Tokunaga & Komyo, 1956 

Mormia similis Wagner, 1987 

Mormia tenebricosa Vaillant, 1954 

Mormia tenebrosa Satchell, 1955 

Mormia triangulata Wagner, 1979 

Mormia tubana Quate & Quate, 1967 

Mormia vaillanti Wagner, 1977 

Mormia vardarica Krek 1982 

Mormia villosa Krek, 1972